# Brevitalea
Brevitalea es un género de bacterias gramnegativas de la familia Arenimicrobiaceae. Fue descrito en el año 2016. Su etimología hace referencia a bacilo corto. Son bacterias aerobias e inmóviles. Catalasa y oxidasa negativas. Se encuentran en suelos. 

## Taxonomía
Actualmente hay 2 especies descritas:
- Brevitalea aridisoli
- Brevitalea deliciosa